# Cour d'appel de Brescia
La Cour d'appel de Brescia est une des 26 cours d'appel italiennes, une des deux dans la région de la Lombardie.
Son ressort (distretto) comprend les tribunaux (tribunali ordinari) de Bergame, Brescia, Crémone et Mantoue, ainsi que 9 sièges des juges de paix (Giudici di pace).

## Compétence territoriale
Les ressorts sont mis à jour selon la Loi 27 février 2015 no 11.

## Tribunale di Bergamo

### Giudice di pace di Bergamo
Albino, Algua, Almè, Almenno  San   Bartolomeo, Almenno   San  Salvatore, Alzano Lombardo, Ambivere, Ardesio, Averara, Aviatico, Azzano San  Paolo, Azzone, Barzana, Bedulita, Berbenno, Bergame, Blello, Bonate  Sopra, Bonate  Sotto, Bottanuco, Bracca, Branzi, Brembate, Brembate di  Sopra, Brembilla, Brumano, Calusco  d'Adda, Camerata  Cornello, Capizzone, Capriate   San   Gervasio, Caprino  Bergamasco, Carona, Carvico, Casnigo, Cassiglio, Castione  della  Presolana, Cazzano  Sant'Andrea, Cene, Cerete, Chignolo  d'Isola, Cisano Bergamasco, Clusone, Colere, Colzate, Corna Imagna, Cornalba, Costa di Serina, Costa Valle Imagna, Curno, Cusio, Dalmine, Dossena, Filago, Fino del Monte, Fiorano al  Serio, Foppolo, Fuipiano  Valle  Imagna, Gandellino, Gandino, Gazzaniga, Gerosa, Gorle, Gorno, Grassobbio, Gromo, Isola di Fondra, Leffe, Lenna, Levate, Locatello, Madone, Mapello, Medolago, Mezzoldo, Moio de' Calvi, Mozzo, Nembro, Olmo al Brembo, Oltre il Colle, Oltressenda Alta, Oneta, Onore, Orio  al Serio, Ornica, Osio Sopra, Osio Sotto, Paladina, Palazzago, Parre, Pedrengo, Peia, Piario, Piazza Brembana, Piazzatorre, Piazzolo, Ponte  Nossa, Ponte San Pietro, Ponteranica, Pontida, Pradalunga, Premolo, Presezzo, Ranica, Roncobello, Roncola, Rota  d'Imagna, Rovetta, San  Giovanni Bianco, San Pellegrino Terme, Santa  Brigida, Sant'Omobono Imagna, Scanzorosciate, Schilpario, Sedrina, Selvino, Seriate, Serina, Solza, Songavazzo, Sorisole, Sotto il Monte Giovanni XXIII, Stezzano, Strozza, Suisio, Taleggio, Terno d'Isola, Torre  Boldone, Treviolo, Ubiale  Clanezzo, Valbondione, Valbrembo, Valgoglio, Valleve, Valnegra, Valsecca, Valtorta, Vedeseta, Vertova, Villa d'Adda, Villa  d'Almè, Villa di Serio, Villa d'Ogna, Vilminore di  Scalve, Zanica, Zogno

### Giudice di pace di Grumello del Monte
Adrara San  Martino, Adrara  San  Rocco, Albano  Sant'Alessandro, Bagnatica, Berzo  San  Fermo, Bianzano, Bolgare, Borgo  di  Terzo, Bossico, Brusaporto, Calcinate, Carobbio  degli  Angeli, Casazza, Castelli Calepio, Castro, Cavernago, Cenate  Sopra, Cenate  Sotto, Chiuduno, Costa di Mezzate, Costa Volpino, Credaro, Endine  Gaiano, Entratico, Fonteno, Foresto  Sparso, Gandosso, Gaverina   Terme, Gorlago, Grone, Grumello del Monte, Lovere, Luzzana, Monasterolo  del  Castello, Montello, Mornico al Serio, Palosco, Parzanica, Pianico, Predore, Ranzanico, Riva di Solto, Rogno, San Paolo d'Argon, Sarnico, Solto  Collina, Sovere, Spinone  al  Lago, Tavernola   Bergamasca, Telgate, Torre de' Roveri, Trescore Balneario, Viadanica, Vigano  San  Martino, Vigolo, Villongo, Zandobbio

### Giudice di pace di Treviglio
Antegnate, Arcene, Arzago  d'Adda, Barbata, Bariano, Boltiere, Brignano  Gera   d'Adda, Calcio, Calvenzano, Canonica   d'Adda, Caravaggio, Casirate d'Adda, Castel Rozzone, Ciserano, Cividate  al  Piano, Cologno al Serio, Comun Nuovo, Cortenuova, Covo, Fara  Gera  d'Adda, Fara Olivana con  Sola, Fontanella, Fornovo  San  Giovanni, Ghisalba, Isso, Lurano, Martinengo, Misano di Gera  d'Adda, Morengo, Mozzanica, Pagazzano, Pognano, Pontirolo Nuovo, Pumenengo, Romano  di  Lombardia, Spirano, Torre   Pallavicina, Treviglio, Urgnano, Verdellino, Verdello

## Tribunale di Brescia

### Giudice di pace di Brescia
Acquafredda, Agnosine, Alfianello, Anfo, Angolo  Terme, Artogne, Azzano Mella, Bagnolo Mella, Bagolino, Barbariga, Barghe, Bassano  Bresciano, Bedizzole, Berlingo, Berzo Demo, Berzo Inferiore, Bienno, Bione, Borgo San Giacomo, Borgosatollo, Borno, Botticino, Bovegno, Bovezzo, Brandico, Braone, Breno, Brescia, Brione, Caino, Calcinato, Calvagese  della  Riviera, Calvisano, Capo  di  Ponte, Capovalle, Capriano  del   Colle, Carpenedolo, Castegnato, Castel   Mella, Castenedolo, Casto, Cedegolo, Cellatica, Cerveno, Ceto, Cevo, Cigole, Cimbergo, Cividate  Camuno, Collebeato, Collio, Concesio, Corte  Franca, Corteno Golgi, Corzano, Darfo Boario Terme, Dello, Desenzano  del Garda, Edolo, Esine, Fiesse, Flero, Gambara, Gardone  Riviera, Gardone Val Trompia, Gargnano, Gavardo, Ghedi, Gianico, Gottolengo, Gussago, Idro, Incudine, Irma, Iseo, Isorella, Lavenone, Leno, Limone  sul Garda, Lodrino, Lograto, Lonato  del  Garda, Longhena, Losine, Lozio, Lumezzane, Maclodio, Mairano, Malegno, Malonno, Manerba  del  Garda, Manerbio, Marcheno, Marmentino, Marone, Mazzano, Milzano, Moniga  del  Garda, Monno, Monte   Isola, Monticelli   Brusati, Montichiari, Montirone, Mura, Muscoline, Nave, Niardo, Nuvolento, Nuvolera, Odolo, Offlaga, Ome, Ono San Pietro, Orzinuovi, Orzivecchi, Ospitaletto, Ossimo, Padenghe sul Garda, Paderno Franciacorta, Paisco  Loveno, Paitone, Paratico, Paspardo, Passirano, Pavone  del  Mella, Pertica  Alta, Pertica  Bassa, Pezzaze, Pian  Camuno, Piancogno, Pisogne, Polaveno, Polpenazze del Garda, Pompiano, Poncarale, Ponte  di Legno, Pontevico, Pozzolengo, Pralboino, Preseglie, Prestine, Prevalle, Provaglio d'Iseo, Provaglio Val Sabbia, Puegnago sul Garda, Quinzano d'Oglio, Remedello, Rezzato, Roccafranca, Rodengo-Saiano, Roè Volciano, Roncadelle, Sabbio Chiese, Sale Marasino, Salò, San  Felice del Benaco, San  Gervasio  Bresciano, San  Paolo, San  Zeno  Naviglio, Sarezzo, Saviore  dell'Adamello, Sellero, Seniga, Serle, Sirmione, Soiano del Lago, Sonico, Sulzano, Tavernole  sul  Mella, Temù, Tignale, Torbole  Casaglia, Toscolano-Maderno, Travagliato, Tremosine, Trenzano, Treviso Bresciano, Vallio  Terme, Verolanuova, Verolavecchia, Vestone, Vezza d'Oglio, Villa  Carcina, Villachiara, Villanuova sul Clisi, Vione, Visano, Vobarno, Zone

### Giudice di pace di Chiari
Castelcovati, Castrezzato, Chiari, Comezzano-Cizzago, Pontoglio, Rudiano, Urago d'Oglio

### Giudice di pace di Rovato
Adro, Capriolo, Cazzago San Martino, Coccaglio, Cologne, Erbusco, Palazzolo sull'Oglio, Rovato

## Tribunale di Cremona

### Giudice di pace di Crema
Agnadello, Bagnolo  Cremasco, Camisano, Campagnola   Cremasca, Capergnanica, Capralba, Casale   Cremasco-Vidolasco, Casaletto  Ceredano, Casaletto di  Sopra, Casaletto  Vaprio, Castel  Gabbiano, Chieve, Credera Rubbiano, Crema, Cremosano, Cumignano  sul  Naviglio, Dovera, Fiesco, Izano, Madignano, Monte   Cremasco, Montodine, Moscazzano, Offanengo, Palazzo Pignano, Pandino, Pianengo, Pieranica, Quintano, Ricengo, Ripalta Arpina, Ripalta Cremasca, Ripalta Guerina, Rivolta  d'Adda, Romanengo, Salvirola, Sergnano, Soncino, Spino  d'Adda, Ticengo, Torlino  Vimercati, Trescore  Cremasco, Trigolo, Vaiano Cremasco, Vailate

### Giudice di pace di Cremona
Acquanegra Cremonese, Annicco, Azzanello, Bonemerse, Bordolano, Ca'  d'Andrea, Cappella Cantone, Cappella de' Picenardi, Casalbuttano  ed  Uniti, Casalmaggiore, Casalmorano, Casteldidone, Castelleone, Castelverde, Castelvisconti, Cella Dati, Cicognolo, Cingia de' Botti, Corte de' Cortesi con  Cignone, Corte  de'  Frati, Crémone, Crotta  d'Adda, Derovere, Drizzona, Formigara, Gabbioneta-Binanuova, Gadesco-Pieve  Delmona, Genivolta, Gerre  de'  Caprioli, Gombito, Grontardo, Grumello Cremonese  ed  Uniti, Gussola, Isola  Dovarese, Malagnino, Martignana  di  Po, Motta  Baluffi, Olmeneta, Ostiano, Paderno Ponchielli, Persico  Dosimo, Pescarolo  ed  Uniti, Pessina  Cremonese, Piadena, Pieve d'Olmi, Pieve San  Giacomo, Pizzighettone, Pozzaglio ed Uniti, Rivarolo del Re ed Uniti, Robecco  d'Oglio, San  Bassano, San Daniele Po, San Giovanni in Croce, San Martino del Lago, Scandolara Ravara, Scandolara Ripa d'Oglio, Sesto ed Uniti, Solarolo  Rainerio, Soresina, Sospiro, Spinadesco, Stagno Lombardo, Torre  de'  Picenardi, Torricella del Pizzo, Vescovato, Volongo, Voltido

## Tribunale di Mantova

### Giudice di pace di Mantova
Acquanegra  sul  Chiese, Asola, Bagnolo  San  Vito, Bigarello, Borgoforte, Borgofranco  sul  Po, Bozzolo,  Calvatone, Canneto  sull'Oglio, Casalmoro, Casaloldo, Casalromano, Castel Goffredo,  Carbonara  di  Po, Castel d'Ario, Castelbelforte, Castellucchio, Castiglione delle Stiviere, Cavriana, Ceresara, Commessaggio, Curtatone, Dosolo, Felonica, Gazoldo  degli Ippoliti, Gazzuolo, Goito, Gonzaga, Guidizzolo, Magnacavallo, Mantoue, Marcaria,  Mariana Mantovana, Marmirolo, Medole, Moglia, Monzambano, Motteggiana, Ostiglia, Pegognaga, Pieve di Coriano, Piubega,  Poggio Rusco, Pomponesco, Ponti  sul  Mincio, Porto  Mantovano, Quingentole, Quistello, Redondesco, Revere, Rivarolo  Mantovano, Rodigo, Roncoferraro, Roverbella, Sabbioneta, San Benedetto Po, San Giacomo delle Segnate, San  Giorgio  di Mantova, San Giovanni del Dosso, San  Martino dall'Argine,  Schivenoglia, Sermide, Serravalle  a Po, Solférino, Spineda, Sustinente, Suzzara, Tornata, Viadana,  Villa  Poma, Villimpenta, Virgilio, Volta Mantovana

## Autres organes juridictionnels compétents pour le ressort

### Chambres spécialisées
- Corte d'assise (cour d’assises) : Bergame, Brescia, Crémone et Mantoue
- Corte d'assise d’appello (cour d'assises d'appel) :  Brescia
- Sezione specializzata in materia di impresa (chambre pour les entreprises) auprès du Tribunal et de la Cour d’appel de Brescia
- Tribunale regionale delle acque pubbliche (eaux publiques) : Milan

### Justice pour les mineurs
- Tribunale per i minorenni (Tribunal pour mineurs): Brescia
- Cour d’appel de Brescia, sezione per i minorenni (chambre pour les  mineurs)

### Surveillance
Organes juridictionnels pour l’exécution et le contrôle de la peine 
- Magistrato di sorveglianza :  Brescia et Mantoue
- Tribunale di sorveglianza : Brescia

### Justice fiscale
- Commissione tributaria provinciale (CTP): Bergame, Brescia, Crémone et Mantoue
- Commissione tributaria regionale (CTR) de la Lombardie : chambre détachée de Brescia

### Justice militaire
- Tribunale militare : Vérone
- Corte d’appello militare :  Rome

### Justice des comptes publics
- Corte dei conti : Sezione giurisdizionale (chambre juridctionnelle) pour la Région de la Lombardie; Sezione di controllo (chambre de contrôle) pour la Région de la Lombardie; Procura regionale (ministère public) auprès de la Chambre juridctionnelle pour la Région de la Lombardie (Milan)

### Justice administrative
- Tribunale amministrativo regionale (tribunal administratif régional) pour la Lombardie, chambre détachée de Brescia[2]

### Usi civici
Organe statuant sur les propriétés collectives et les droits d’usage
- Commissariato per la liquidazione degli usi civici de la Lombardie : Milan